# Береговые наблюдатели (Австралия)

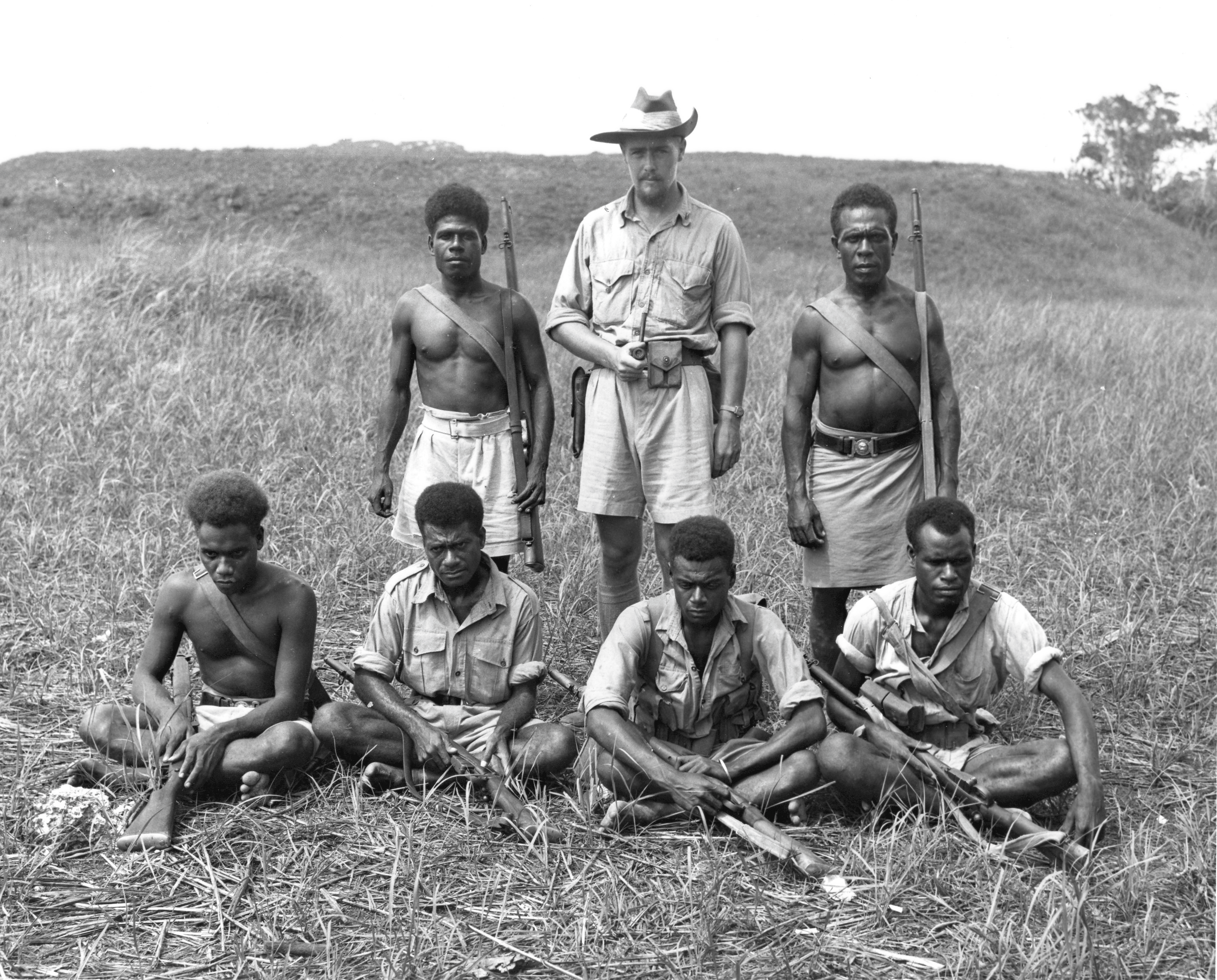
Патруль береговых наблюдателей

Береговые наблюдатели (англ. Coastwatchers) — подразделение военной разведки союзников в период Второй мировой войны, действовавшее на удалённых островах Тихого океана. Также известно под названиями Организация берегового наблюдения (англ. Coast Watch Organisation), Объединённая полевая разведка (англ. Combined Field Intelligence Service), Отделение «C» военной разведки союзников (англ. Section "C" Allied Intelligence Bureau). В задачи береговых наблюдателей входило отслеживать передвижение войск противника и спасать потерпевших бедствие военнослужащих армии союзников. Эти формирования сыграли значимую роль на Тихоокеанском театре военных действий, став системой раннего оповещения в ходе кампании на Гуадалканале.

## Общие сведения
Всего насчитывалось около 400 береговых наблюдателей, многие из которых являлись офицерами австралийской армии, также были новозеландские служащие, представители коренного населения тихоокеанских островов, беглые военнопленные.
Австралийская организация берегового наблюдения возглавлялась лейтенант-коммандером Эриком Фельдтом. Его штаб-квартира находилась в Таунсвилле. Деятельность этой организации по отслеживанию японской активности охватывала около тысячи островов архипелага Соломоновых островов.
Значительную часть персонала береговых наблюдателей составляли отставные офицеры австралийского королевского флота. Такой статус мог защитить их в случае поимки, хотя он и не всегда признавался японскими военными, казнившими некоторых из них. Ряды наблюдателей пополнялись также беглыми военнопленными союзников и даже штатскими. В одном из случаев ими стали три германских миссионера после побега из японского плена, хотя Германия была союзником Японии.

## Примеры деятельности
В начале ноября 1942 года пара наблюдателей с именами Рид и Мейсон, находившиеся на острове Бугенвиль, передали по радио предупредительный сигнал военно-морские силы США о передвижениях японских военных кораблей и авиации (учитывая количество, тип и скорость соединений противника), готовящихся атаковать силы союзников у Соломоновых островов.
Один из наиболее заслуженных береговых наблюдателей — сержант-майор Якоб Воуза, вышедший в 1941 году на пенсию полицейский и добровольно вступивший в подразделение военной разведки союзников. Был схвачен противником, прошёл допросы и пытки, бежал. Вновь наладил контакт с морскими пехотинцами США, предупредив их о надвигающейся атаке японцев. Восстановившись от ран, продолжил разведывательную деятельность для морских пехотинцев. Впоследствии был награждён американскими наградами: Серебряная звезда и орденом «Легион почёта», позже получил рыцарское звание, а также стал членом ордена Британской империи. 
В 1942 году, при захвате островов Гилберта, 17 новозеландских наблюдателей попали в плен. Они содержались на островах атолла Тарава и были казнены японцами после американского авианалёта в октябре 1942 года.
В 1943 году младший лейтенант ВМФ США (и будущий президент страны) Джон Кеннеди и 10 членов команды потерпели крушение на торпедном катере PT-109 в проливе Блэкетт. Австралийский береговой наблюдатель младший лейтенант Артур Реджинальд Эванс стал свидетелем взрыва PT-109 после тарана японским эсминцем. Несмотря на то, что экипажи ВМФ США не стали искать экипаж, считая его полностью погибшим, Эванс направил двух разведчиков-островитян Биуку Гасу и Эрони Куману в долблёном каноэ для поиска выживших. Они нашли их после пяти дней поисков. В отсутствие бумаги Кеннеди выцарапал сообщение на скорлупе кокосового ореха с указанием состояния его команды и их местоположения. Кумана и Гаса, подвергаясь высокому личному риску, прошли на вёслах 38 миль в водах, контролируемых японскими войсками, чтобы доставить сообщение Эвансу, который радировал командиру эскадры, в которой служил Кеннеди.